# George Nathaniel Curzon
George Nathaniel Curzon (Kedleston Hall, 11. siječnja 1859. – London, 20. ožujka 1925.), britanski političar 
Obnašao je dužnost vicekralja Indije, te ministra različitih resora. Bio je konzervativac. 
Kao ministar vanjskih poslova jedan je od organizatora intervencije protiv mlade sovjetske republike. Kada su za poljsko-sovjetskog rata mladi Poljaci prodrli 1919. u Ukrajinu i Bjelorusiju, Curzon je na Pariškoj mirovnoj konferenciji predložio je da se poljsko-ruska granica povuče prema liniji: Grodno - Jalovka - Nemirov - Brest-Litovsk - Dogursk - Ustilug - Krylov, zapadno od Rave Ruske i istočno od Pemysla do Karpata. Ta linija je kasnije nazvana Curzonovom linijom. Današnja istočna poljska granica, uspostavljena nakon Drugoga svjetskog rata kao poljsko-sovjetska granica, u glavnim crtama odgovara Curzonovoj liniji.